# Irena Dogša
Irena Dogša, slovenska psihologinja in pedagoginja, * 12. april 1957.
Irena Dogša je bila profesorica psihologije na II. gimnaziji Maribor.